# 上阿尔萨斯行政区

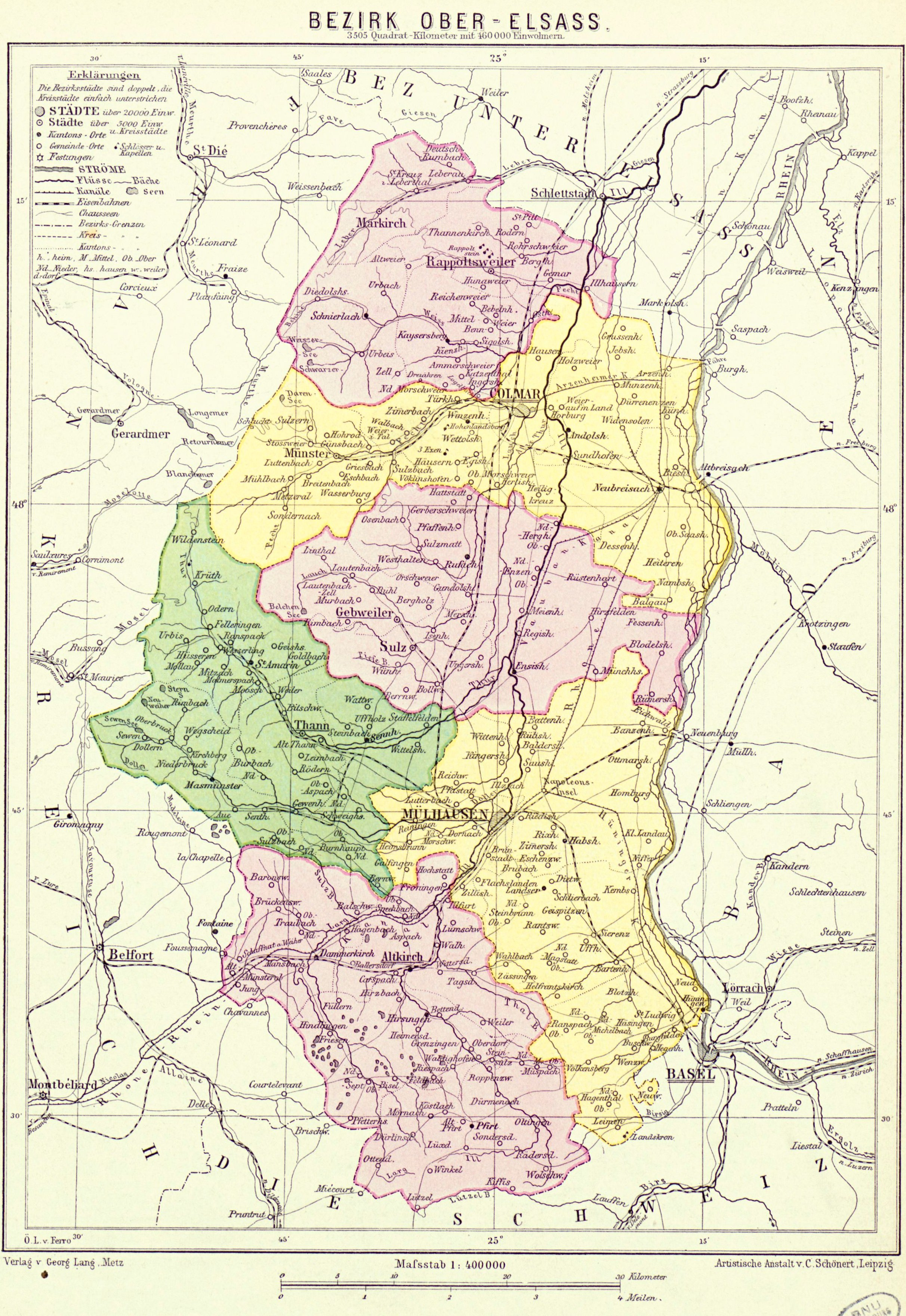
上阿尔萨斯行政区

上阿爾薩斯（德語：Oberelsaß）位於阿爾薩斯地區的南部，這裡居住著講阿勒曼尼德語的德意志人。從1871年到1918年，这里属于上阿尔萨斯行政区（Bezirk Oberelsaß），首府是科爾馬。上阿尔萨斯行政区是德意志帝國阿爾薩斯-洛林帝國領南部的一個行政区（Bezirk）。該地區如今为法國的上萊茵省。上阿尔萨斯行政区分為以下地區（Kreise）：
- 科爾馬（Colmar）
- 蓋布韋勒（Gebweiler）/盖布维莱尔（Guebwiller)
- 米爾豪森（Mülhausen）/米卢斯（Mulhouse）
- 拉波爾茨韋勒（Rappoltsweiler）/里博维莱（Ribeauvillé）
- 坦恩（Thann）